# 42. ceremonia wręczenia Oscarów
42. ceremonia rozdania Oscarów odbyła się 7 kwietnia 1970 roku w Dorothy Chandler Pavilion w Los Angeles.

## Laureaci

### Najlepszy film
- Jerome Hellman – Nocny kowboj
- Hal B. Walis – Anna tysiąca dni
- John Foreman – Butch Cassidy i Sundance Kid
- Ernest Lehman – Hello, Dolly!
- Jacques Perrin, Ahmed Rachedi – Z

### Najlepszy aktor
- John Wayne – Prawdziwe męstwo
- Richard Burton – Anna tysiąca dni
- Peter O’Toole – Goodbye, Mr. Chips
- Dustin Hoffman – Nocny kowboj
- Jon Voight – Nocny kowboj

### Najlepszy aktor drugoplanowy
- Gig Young – Czyż nie dobija się koni?
- Anthony Quayle – Anna tysiąca dni
- Elliott Gould – Bob i Carol i Ted i Alice
- Jack Nicholson – Swobodny jeździec
- Rupert Crosse – Koniokrady

### Najlepsza aktorka
- Maggie Smith – Pełnia życia panny Brodie
- Geneviève Bujold – Anna tysiąca dni
- Jean Simmons – The Happy Ending
- Liza Minnelli – Bezpłodna kukułka
- Jane Fonda – Czyż nie dobija się koni?

### Najlepsza aktorka drugoplanowa
- Goldie Hawn – Kwiat kaktusa
- Dyan Cannon – Bob i Carol i Ted i Alice
- Catherine Burns – Ostatnie lato
- Sylvia Miles – Nocny kowboj
- Susannah York – Czyż nie dobija się koni?

### Najlepsza scenografia i dekoracja wnętrz
- John DeCuir, Jack Martin Smith, Herman A. Blumenthal, Walter M. Scott, George James Hopkins i Raphael Bretton – Hello, Dolly!
- Maurice Carter, Lionel Couch i Patrick McLoughlin – Anna tysiąca dni
- Robert F. Boyle, George B. Chan, Edward G. Boyle i Carl Biddiscombe – Ale zabawa
- Alexander Golitzen, George C. Webb i Jack D. Moore – Słodka Charity
- Harry Horner i Frank R. McKelvy – Czyż nie dobija się koni?

### Najlepsze zdjęcia
- Conrad L. Hall – Butch Cassidy i Sundance Kid
- Arthur Ibbetson – Anna tysiąca dni
- Charles Lang – Bob i Carol i Ted i Alice
- Harry Stradling Sr. – Hello, Dolly!
- Daniel L. Fapp – Uwięzieni w kosmosie

### Najlepsze kostiumy
- Margaret Furse – Anna tysiąca dni
- Ray Aghayan – Ale zabawa
- Irene Sharaff – Hello, Dolly!
- Edith Head – Słodka Charity
- Donfeld – Czyż nie dobija się koni?

### Najlepsza reżyseria
- John Schlesinger – Nocny kowboj
- Arthur Penn – Restauracja Alicji
- George Roy Hill – Butch Cassidy i Sundance Kid
- Sydney Pollack – Czyż nie dobija się koni?
- Costa-Gavras – Z

### Pełnometrażowy film dokumentalny
- Bernard Chevry – Artur Rubinstein – The Love Of Live
- Robert K. Sharpe – Before the Mountain Was Moved
- Emile de Antonio – In the Year of the Pig
- Film Section of the Organizing Committee for the XIX Olympic Games – Olimpiada en México
- Irwin Rosten – The Wolf Men

### Krótkometrażowy film dokumentalny
- Denis Sanders i Robert M. Fresco – Czechoslovakia 1968
- Donald Wrye – An Impression of John Steinbeck: Writer
- Joan Horvath – Jenny Is a Good Thing
- Arthur H. Wolf, Russell A. Mosser – Leo Beuerman
- Joan Keller Stern – The Magic Machines

### Najlepszy montaż
- Françoise Bonnot – Z
- William H. Reynolds – Hello, Dolly!
- Hugh A. Robertson – Nocny kowboj
- William A. Lyon, Earle Herdan – Tajemnica Santa Vittoria
- Fredric Steinkamp – Czyż nie dobija się koni?

### Najlepszy film nieangielskojęzyczny
- Costa-Gavras – Z
- Veljko Bulajić – Bitwa nad Neretwą
- Kiriłł Ławrow, Iwan Pyrjew – Bracia Karamazow
- Éric Rohmer – Moja noc u Maud
- Bo Widerberg – Adalen '31

### Najlepsza muzyka filmowa
- Burt Bacharach – Butch Cassidy i Sundance Kid
- Georges Delerue – Anna tysiąca dni
- John Williams – Koniokrady
- Ernest Gold – Tajemnica Santa Vittoria
- Jerry Fielding – Dzika banda

### Najlepsza muzyka w musicalu (oryginalna/adaptowana)
- Lennie Hayton i Lionel Newman – Hello, Dolly!
- Leslie Bricusse, John Williams – Goodbye, Mr. Chips
- Nelson Riddle – Pomaluj swój wóz
- Cy Coleman – Słodka Charity
- Johnny Green, Albert Woodbury – Czyż nie dobija się koni?

### Najlepsza piosenka
- Burt Bacharach i Hal David – „Raindrops Keep Fallin' On My Head” z filmu Butch Cassidy i Sundance Kid
- Michel Legrand, Alan Bergman, Marilyn Bergman – „What Are You Doing for the Rest of Your Life?” z filmu The Happy Ending
- Rod McKuen – „Jean” z filmu Pełnia życia panny Brodie
- Fred Karlin, Dory Previn – „Come Saturday Morning” z filmu Bezpłodna kukułka
- Elmer Bernstein, Don Black – „True Gift” z filmu Prawdziwe męstwo

### Najlepszy dźwięk
- Jack Solomon i Murray Spivack – Hello, Dolly!
- John Aldred – Anna tysiąca dni
- William Edmondson, David Dockendorf – Butch Cassidy i Sundance Kid
- Robert Martin, Clem Portman – Ale zabawa
- Les Fresholtz, Arthur Piantadosi – Uwięzieni w kosmosie

### Najlepsze efekty specjalne
- Robbie Robertson – Uwięzieni w kosmosie
- Eugène Lourié, Alex Weldon – Krakatoa, East of Java

### Krótki film animowany
- Ward Kimball – It's Tough To Be A Bird
- Ryan Larkin – En marchant
- John Hubley, Faith Hubley – Of Men and Demons

### Krótki film przyrodniczy
- Joan Keller Stern – The Magic Mashines
- Douglas Jackson – Blake
- Marc Merson – People Soup

### Najlepszy scenariusz oryginalny
- William Goldman – Butch Cassidy i Sundance Kid
- Paul Mazursky, Larry Tucker – Bob i Carol i Ted i Alice
- Nicola Badalucco, Enrico Medioli, Luchino Visconti – Zmierzch bogów
- Peter Fonda, Dennis Hopper, Terry Southern – Swobodny jeździec
- Walon Green, Roy N. Sickner, Sam Peckinpah – Dzika banda

### Najlepszy scenariusz adaptowany
- Waldo Salt – Nocny kowboj
- John Hale, Bridget Boland, Richard Sokolove – Anna tysiąca dni
- Arnold Schulman – Żegnaj, Kolumbie
- James Poe, Robert E. Thompson – Czyż nie dobija się koni?
- Jorge Semprún, Costa-Gavras – Z

### Oscar Honorowy
- Cary Grant – za całokształt pracy aktorskiej